# Nesso
Nesso (lombardul: Ness) település Olaszországban, Lombardia régióban, Como megyében. Lakosainak száma 1157 fő (2023. január 1.). Nesso Argegno, Brienno, Caglio, Faggeto Lario, Laglio, Lezzeno, Pognana Lario, Sormano, Veleso és Zelbio községekkel határos.

## Népesség
A település lakossága az elmúlt években az alábbi módon változott:
| Lakosok száma | 1245 | 1227 | 1157 |
|               | 2017 | 2018 | 2023 |